# 親欧州主義
親欧州主義（しんおうしゅうしゅぎ、Pro-Europeanism）、稀に欧州連合主義（European Unionism）は、欧州統合や欧州連合への加盟を肯定的に捉える政治上の立場。ヨーロッパ合衆国のような連邦国家の建設を目指す人々も含む。 

## 文化主権政治
親欧州主義やユーロフィリア（Europhilia）は、様々な文脈で使用される政治用語であり、欧州連合の連邦制に賛同する感情や政策を意味している。アムステルダム条約やリスボン条約に見られるように、欧州委員会は連邦制の強化に肯定的である。
一方で、帝国主義やジェノサイド、欧州に関連するステレオタイプや偏見（ヨーロッパへの差別）、地域文化の破壊、国民主権の放棄、ヨーロッパに固有な欠点への道德的糾弾などとして見られるように、歴史的な事物を批判する文脈においても使用される。

## 親欧州の政党

### 汎ヨーロッパ規模
- 欧州連合 : 2025年ヨーロッパ民主主義運動、ボルト・ヨーロッパ

### EU内
- オーストリア : オーストリア国民党[1]、オーストリア社会民主党[2]、緑の党、ネオス (オーストリアの政党)（ドイツ語版）[3]、ボルト・オーストリア（ドイツ語版）

- ベルギー : 改革運動、フラームス自由民主[4]、ワロン系社会党、社会党・別、キリスト教民主フラームス、民主人道主義中道派、エコロ、フルン、DéFI（オランダ語版）、ボルト・ベルギー（英語版）

- ブルガリア : Yes, Bulgaria!（ブルガリア語版）、民主勢力同盟[5][6][7]、ヨーロッパ発展のためのブルガリア市民、強いブルガリア民主党（ブルガリア語版）、ボルト・ブルガリア（英語版）

- クロアチア : クロアチア民主同盟[8]、クロアチア社会民主党、クロアチア農民党（クロアチア語版）、クロアチア人民党-自由民主党（クロアチア語版）、シビックリベラルアライアンス（クロアチア語版）、イストリア民主同盟（クロアチア語版）、人民党-改革派（クロアチア語版）

- キプロス : 民主運動党、民主党（ギリシア語版）、社会民主運動（ギリシア語版）、市民同盟（ギリシア語版）

- チェコ : ANO 2011、キリスト教民主同盟＝チェコスロバキア人民党[9]、チェコ海賊党[10]、チェコ社会民主党[11]、TOP 09[12]、市長連合（チェコ語版）、緑の党[13]

- デンマーク : ラディケーリ[14]、デンマーク社会民主党[15]、ヴェンスタ[16]、保守党 (デンマーク)[17]、ボルト・デンマーク（英語版）

- エストニア : 社会民主党 (エストニア)（エストニア語版）[18]、エストニア改革党、エストニア緑の党（エストニア語版）、祖国党 (エストニア)（エストニア語版）、エストニア自由党（エストニア語版）

- フィンランド : フィンランド中央党、国民連合党 (フィンランド)、フィンランド社会民主党、緑の同盟、スウェーデン人民党 (フィンランド)

- フランス : 共和国前進、民主運動、共和党、社会党、民主独立連合 (UDI)（フランス語版）、ヨーロッパ・エコロジー＝緑の党、急進運動、ボルト・フランス（フランス語版）

- ドイツ : 同盟90/緑の党、ドイツキリスト教民主同盟、キリスト教社会同盟、ドイツ社会民主党、自由民主党 (ドイツ)、パルタイ (政党)[19]、ボルト・ドイツ（ドイツ語版）

- ギリシャ : 新民主主義党、急進左派連合、変化のための運動（ギリシア語版）、中道連合 (ギリシャ)

- ハンガリー : 民主連合 (ハンガリー)、ハンガリー社会党、勢いの動き（ハンガリー語版）、ハンガリーのための対話（ハンガリー語版）、ハンガリー自由党（ハンガリー語版）、新たなスタート (ハンガリー)（ハンガリー語版）、市民保守党 (ハンガリー)（ハンガリー語版）

- アイルランド : 統一アイルランド党、共和党、労働党、社会民主党（アイルランド語版）、緑の党、シン・フェイン党

- イタリア : 民主党、フォルツァ・イタリア、ピウ・エウロパ、イタリア・ビバ、ボルト・イタリア（イタリア語版）

- ラトビア : Unity (ラトビア)（ラトビア語版）、ラトビアの発展のために（ラトビア語版）、For!運動（ラトビア語版）、新保守党（ラトビア語版）、進歩 (ラトビア)（ラトビア語版）

- リトアニア : 祖国同盟、リトアニア社会民主党、リトアニア共和国自由運動、労働党、自由党

- ルクセンブルク : キリスト教社会人民党、ルクセンブルク社会主義労働者党、民主党、緑の党（ルクセンブルク語版）、ボルト・ルクセンブルク（ルクセンブルク語版）

- マルタ : 国民党 (マルタ)（マルタ語版）、労働党 (マルタ)（マルタ語版） (派閥)、AD+PD（英語版）

- オランダ : 民主66、自由民主国民党、労働党、キリスト教民主アピール、フルンリンクス、ボルト・オランダ（英語版）

- ポーランド : 市民プラットフォーム、モダン (ポーランド)（ポーランド語版）、春 (ポーランド)（ポーランド語版）、ポーランド農民党、民主左翼連合、みんなの運動、緑の党、欧州民主党同盟（ポーランド語版）、ポーランド社会党[20]

- ポルトガル : 社会民主党、社会党、人間・動物・自然（ポルトガル語版）、LIVRE (ポルトガル)（ポルトガル語版）、リベラル・イニシアティヴ（ポルトガル語版）、ボルト・ポルトガル（ポルトガル語版）

- ルーマニア : 国民自由党、ルーマニア救出同盟（ルーマニア語版）、自由統一連帯党（ルーマニア語版）、人民運動党（ルーマニア語版）、ハンガリー人民主同盟、PROルーマニア（ルーマニア語版）[21]

- スロバキア : 普通の人々・独立した人達（スロバキア語版）、プログレッシブ・スロバキア（スロバキア語版）、一緒に・市民民主主義（スロバキア語版）、人々のために（スロバキア語版）、方向・社会民主主義、キリスト教民主運動、架け橋（スロバキア語版）、声・社会民主主義

- スロベニア : マリヤン・シャレツ・リスト（スロベニア語版）、現代中央党[22]、スロベニア年金受給者民主党（スロベニア語版）、社会民主党[23]、新スロベニア（スロベニア語版）[24]、社会自由民主同盟（スロベニア語版）[25] 、スロベニア人民党（スロベニア語版）[26]

- スペイン : 国民党、スペイン社会労働党、シウダダノス、エクオ（スペイン語版）、バスク民族主義党

- スウェーデン : スウェーデン社会民主労働党、穏健党、中央党、自由党、キリスト教民主党、ボルト・スウェーデン（英語版）